# Impatiens platypetala
Impatiens platypetala är en balsaminväxtart. Impatiens platypetala ingår i släktet balsaminer, och familjen balsaminväxter.

## Underarter
Arten delas in i följande underarter:
- I. p. aurantiaca
- I. p. nematoceras
- I. p. platypetala